# Wasserturm Heusweiler-Holz

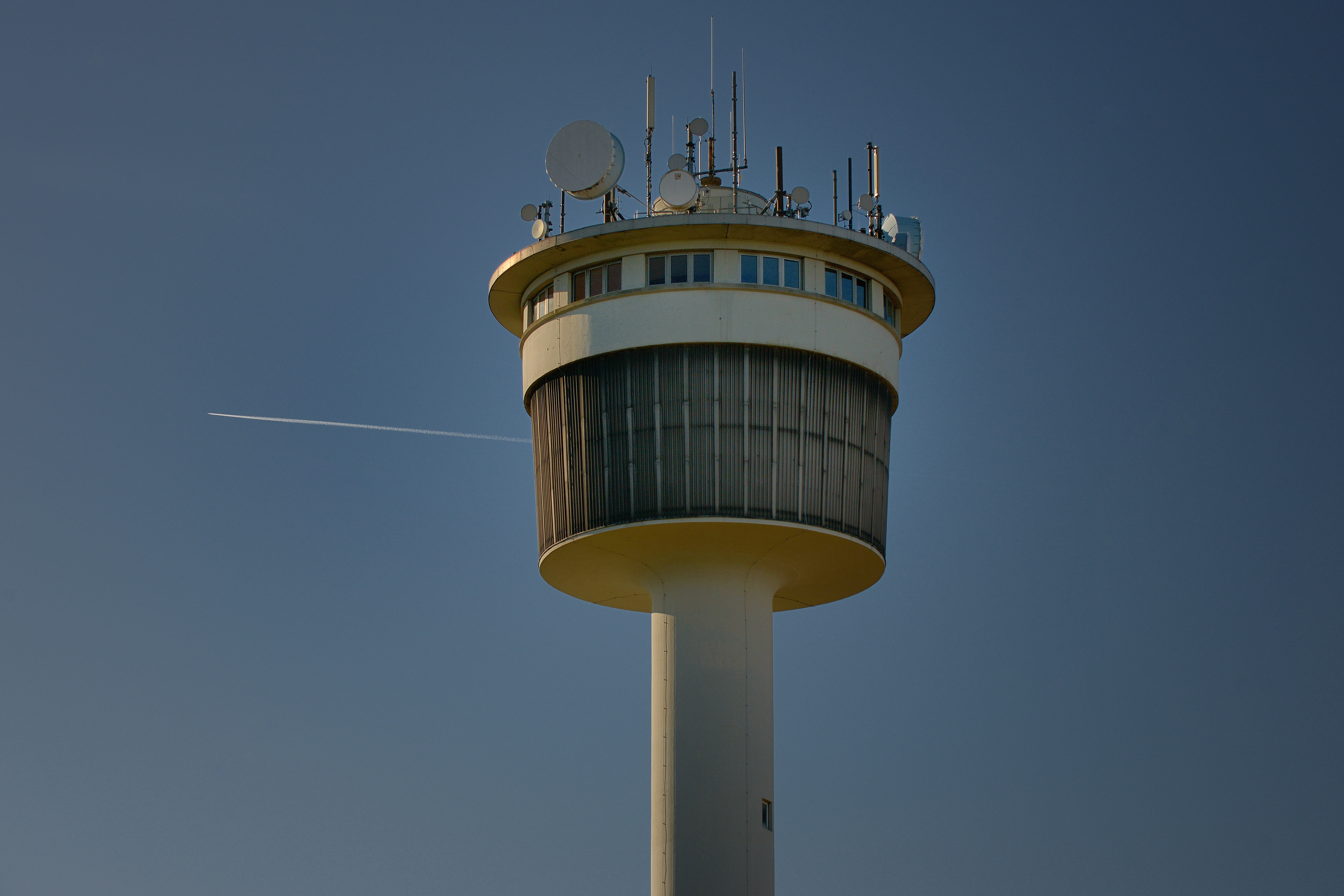
Wasserturm Holz

Der Wasserturm Heusweiler-Holz ist ein 1972 errichteter Wasserturm im Ortsteil Holz der Gemeinde Heusweiler im Saarland nahe der Bundesautobahn 1. Er ist 60 Meter hoch und verfügt über einen Behälter mit einem Fassungsvermögen von 750 Kubikmetern Wasser und wird auch für Richt- und Mobilfunk genutzt.
Bis 1994 existierte in diesem Turm auch ein Turmrestaurant, welches über einen Aufzug für vier Personen und eine Treppe mit 251 Stufen zugänglich war. Es gibt eine Bürgerinitiative, die sich für eine Wiedereröffnung des Turmrestaurants einsetzt, doch scheitert dies an hohen Kosten, verursacht durch behördliche Auflagen.